# Mudschāhid ibn Dschabr
Mudschāhid ibn Dschabr Abū l-Haddschādsch (مجاهد بن جبر أبو الحجاج, DMG Muǧāhid b. Ǧabr, Abū l-Ḥaǧǧāǧ; geb. um 641; gest. 722) war ein Klient des Mekkanischen Clans Machzūm, der sich in Mekka als Koranrezitator betätigte und einen eigenen Korankommentar erstellte. Dieser Kommentar ist nicht im Original erhalten, doch wurde er in den letzten Jahrzehnten anhand von Zitaten in al-Tabarīs Korankommentar sowie einer eigenständig in Ägypten als Handschrift (Kairo, Dār al-Kutub, Ms. 1075 tafsīr) erhaltenen Rezension des Werkes, die auf den irakischen Traditionarier Warqā' ibn ʿUmar (gest. 776) zurückgeht, rekonstruiert.
Mudschāhids Kommentar liegt in insgesamt fünf Hauptüberlieferungen vor. Von diesen gehen vier auf Mudschāhids Schüler Ibn Abī Nadschīh (gest. 748/9) zurück, die fünfte auf den mekkanischen Gelehrten Ibn Dschuraidsch (st. 767). Beide haben sie als Grundlage ein Buch des al-Qāsim ibn Abī Bazza (st. 741) verwendet. Ein Unterschied zwischen den beiden besteht allerdings darin, dass Ibn Abī Nadschīh bei Mudschāhid selbst gehört hat, während dies bei Ibn Dschuraidsch nicht der Fall war. Ibn Abī Nadschīh hat Mudschāhids Kommentar an verschiedene andere Personen weiter vermittelt, eine davon war der Traditionarier Warqāʾ. Seine Rezension ist nicht nur in der Kairoer Handschrift erhalten, sondern auch von at-Tabarī in seinem Korankommentar verwendet worden. Georg Stauth, der die beiden Versionen der Warqāʾ-Rezension verglichen hat, kommt zu dem Schluss, dass der Text bei at-Tabarī nachträglich grammatikalisch und syntaktisch geglättet worden ist. Eine weitere bekannte Person, an die Ibn Abī Nadschīh Mudschāhids Kommentar vermittelte, war der kufische Rechtsgelehrte Sufyān ath-Thaurī.
Im Kommentar des Mudschāhid finden sich metaphorische Interpretationen des Korantextes. In den Folgegenerationen benutzte man das Werk mit einem gewissen Vorbehalt, da der Verfasser in seinen eigenständigen Interpretationen oft auf christliche und jüdische Quellen zurückgriff. Der Orientalist Ignaz Goldziher beschreibt ihn als den ältesten Vertreter der rationalistischen Koranauslegung.

## Belege
1. ↑  Vgl. zu ihm F. Leemhuis: Artikel Warḳāʾ ibn ʿUmar. In: The Encyclopaedia of Islam. New Edition. Band XI, S. 148.
2. ↑  Vgl. Stauth 138.
3. ↑  Vgl. Stauth 71.
4. ↑  Vgl. Stauth 184–186.
5. ↑  Vgl. Stauth 191–200.

| Personendaten    | Personendaten                              |
| ---------------- | ------------------------------------------ |
| NAME             | Mudschāhid ibn Dschabr                     |
| ALTERNATIVNAMEN  | Mudschāhid ibn Dschabr Abū ʾl-Haddschādsch |
| KURZBESCHREIBUNG | mekkanischer Koranexeget                   |
| GEBURTSDATUM     | um 641                                     |
| STERBEDATUM      | 722                                        |